# Rozprášené básně
Rozprášené básně je sbírka spontánních básní Jacka Kerouaca. Obsahuje i dvě verze básně Pohlaď mi ho (Pull My Daisy), kterou napsal Kerouac společně s Nealem Cassadym a Allenem Ginsbergem. České vydání obsahuje jak originální verze všech básní v angličtině, tak jejich český překlad.